# Something Wild (àlbum)
Something Wild és l'àlbum de debut de la banda Children of Bodom.

## Llista de cançons
1. Deadnight Warrior - 3.21
2. In the Shadows - 6.01
3. Red Light in My Eyes, Pt. 1 - 4.28
4. Red Light in My Eyes, Pt. 2 - 3.50
5. Lake Bodom - 4.01
6. The Nail - 6.17
7. Touch Like Angel of Death - 4.02
8. Bruno the Pig - 0.10